# 紀兄原
紀 兄原（き の えはら、生没年不詳）は、奈良時代から平安時代初期にかけての貴族。姓は朝臣。官位は従四位下・右兵衛督。

## 経歴
桓武朝前期の延暦3年（784年）従五位下に叙爵し、翌延暦4年（785年）近衛少将に任ぜられ、延暦6年（787年）には少納言も兼ねる。しかし、延暦7年（788年）出雲守として地方官に転じた。出雲守在任中の延暦8年（789年）には高野新笠の葬儀に際して御葬司を務めている。延暦10年（791年）出雲守を兼ねたまま、中衛少将として京官に復す。
延暦18年（799年）従四位下・右兵衛督に叙任された。桓武朝末の延暦23年（804年）得度の枠一人分を与えられている。

## 官歴
『六国史』による。
- 時期不詳：正六位上
- 延暦3年（784年） 正月7日：従五位下
- 延暦4年（785年） 9月19日：備前介。10月12日：近衛少将、備前介如故
- 延暦6年（787年） 9月17日：兼少納言
- 延暦7年（788年） 6月26日：出雲守
- 延暦8年（789年） 12月29日：御葬司（皇太后・高野新笠葬儀）
- 延暦10年（791年） 8月3日：中衛少将、出雲守如故
- 時期不詳：正五位上
- 延暦18年（799年） 正月18日：従四位下。2月20日：右兵衛督
- 延暦23年（804年） 4月28日：賜度一人